# Baozi
Nella cucina cinese, un baozi (包子S, bāoziP), chiamato anche bao o bau, è un tipo di panino ripieno cotto al vapore. Nell'aspetto è molto simile al tradizionale mantou. Può essere ripieno di carne e/o verdure tritate. Nella cultura cinese è mangiato sia nei pasti e sia a colazione.
Secondo la leggenda, fu inventato dal saggio Zhuge Liang.
Fra i tipi più conosciuti di baozi sono:
- cha siu baau o charsiu bau (叉烧包S, chāshāobāoP) o manapua, ripieno di maiale cotto al barbecue
- goubuli, una varietà della città di Tianjin; il nome significa letteralmente "I cani non vi prestano attenzione"
- xiaolongbao (小笼包S, xiǎolóngbāoP) o tangbao, ripieno di zuppa e tipico di Shanghai. A causa della sua succulenza, è considerato diverso dagli altri baozi e più simile al jiaozi
- doushabao (豆沙包S, dòushābāoP), ripieno di crema di fagioli rossi dolce (di colore marrone scuro)
- lingyoong bau (莲蓉包S, liánróngbāoP), ripieno di crema di semi di loto zuccherata (di colore marrone chiaro)
- naihuangbao (奶黃包S, nǎihuángbāoP): ripieno di crema pasticciera
- caibao :（菜包S, càibāoP) : ripieno di vegetali